# Ekvatorialguinea i olympiska sommarspelen 2004
Ekvatorialguinea i olympiska sommarspelen 2004 bestod av 2 idrottare som blivit uttagna av Ekvatorialguineas olympiska kommitté.

## Friidrott
Herrar
Bana, maraton och gång
| Idrottare                | Gren               | Heat       | Heat      | Kvartsfinal | Kvartsfinal | Semifinal        | Semifinal        | Final            | Final            |
| Idrottare                | Gren               | Resultat   | Placering | Resultat    | Placering   | Resultat         | Placering        | Resultat         | Placering        |
| ------------------------ | ------------------ | ---------- | --------- | ----------- | ----------- | ---------------- | ---------------- | ---------------- | ---------------- |
| Roberto Caraciolo Mandje | 1 500 meter        | 4:03.37 NR | 12        | i.u.        | i.u.        | Gick inte vidare | Gick inte vidare | Gick inte vidare | Gick inte vidare |
| Roberto Caraciolo Mandje | 3 000 meter hinder | DNS        | x         | i.u.        | i.u.        | i.u.             | i.u.             | Gick inte vidare | Gick inte vidare |

Damer
Bana, maraton och gång
| Idrottare         | Gren      | Heat     | Heat      | Kvartsfinal | Kvartsfinal | Semifinal        | Semifinal        | Final            | Final            |
| Idrottare         | Gren      | Resultat | Placering | Resultat    | Placering   | Resultat         | Placering        | Resultat         | Placering        |
| ----------------- | --------- | -------- | --------- | ----------- | ----------- | ---------------- | ---------------- | ---------------- | ---------------- |
| Emilia Mikue Ondo | 800 meter | 2:22.88  | 7         | i.u.        | i.u.        | Gick inte vidare | Gick inte vidare | Gick inte vidare | Gick inte vidare |